# The Format
Pour les articles homonymes, voir Format.
Albums de AZ
A.W.O.L.
(2005) Undeniable
(2007)
The Format est le sixième album studio d'AZ, sorti le 7 novembre 2006.
L'album s'est classé 35e au Top Independent Albums et 59e au Top R&B/Hip-Hop Albums.

## Liste des titres
| No  | Titre                                                                          | Contient un (des) sample(s) de | Durée |
| --- | ------------------------------------------------------------------------------ | --- | ----- |
| 1.  | I Am the Truth (Produit par Fizzy Womack)                                      | I'm Talkin' 'Bout Freedom de Syl Johnson | 3:59  |
| 2.  | Sit 'Em Back Slow (featuring M.O.P. – Produit par Face Defeat et Fizzy Womack) | Mary Jane de Rick James | 3:48  |
| 3.  | Get High (Produit par Emile)                                                   | | 3:06  |
| 4.  | Make Me (featuring Fresh – Produit par Emile)                                  | You Ain't Livin' Unless You're Lovin' de Glass House | 3:09  |
| 5.  | Games (featuring Samson – Produit par Bob Perry et Arnold Mischkulnig)         | Games de Chuckii Booker | 3:50  |
| 6.  | Rise and Fall (featuring Little Brother – Produit par J. Cardim)               | Love's Society des Natural Four | 4:10  |
| 7.  | Animal (Produit par Statik Selektah)                                           | Survival of the Fittest de Mobb Deep Memory Lane (Sittin' in Da Park) de Nas Ten Crack Commandments de The Notorious B.I.G. | 3:48  |
| 8.  | Doing That (featuring Jha Jha – Produit par Fizzy Womack)                      | Money (Dollar Bill Y'all) de Jimmy Spicer | 4:07  |
| 9.  | This Is What I Do (Produit par J. Cardim)                                      | Love's Calling by Zingara (1981) | 3:18  |
| 10. | The Format (Produit par DJ Premier)                                            | This Side of Forever de Lalo Schifrin et Jerry Fielding featuring Roberta Flack The Exorcist de Little Vic What's the Deal d'AZ featuring Kenny Greene Part II de Method Man and Redman featuring Toni Braxton Gotta Have You! d'Hasstyle featuring Guru et Selena Cerron | 3:03  |
| 11. | Vendetta (Produit par J. Cardim)                                               | Stop in the Name of Love de Margie Joseph | 3:14  |
| 12. | Game of Life (Produit par Emile)                                               | I Ain't Got to Love Nobody Else de Carolyn Franklin | 4:06  |

| 13. | Royal Salute (Produit par Emile) | The Ruler's Back de Slick Rick | 2:20 |

| 14. | Life               | 3:58 |
| 15. | Seems That Way     | 4:06 |
| 16. | You Know           | 4:04 |
| 17. | The Love of Money  | 3:11 |
| 18. | Damn It Feels Good | 3:49 |